# Clémont
Clémont là một xã thuộc tỉnh Cher trong vùng Centre-Val de Loire miền trung Pháp.

## Dân số
| 1962                                | 1968 | 1975 | 1982 | 1990 | 1999 | 2006 |
| ----------------------------------- | ---- | ---- | ---- | ---- | ---- | ---- |
| 670                                 | 670  | 655  | 600  | 631  | 642  | 647  |
| Từ năm 1962 Dân số không tính trùng |      |      |      |      |      |      |